# پیتر کلارک
پیتر کلارک (انگلیسی: Peter Clark؛ زادهٔ ۱۰ دسامبر ۱۹۷۹) فوتبالیست اهل بریتانیا است. وی در ۱۹۹۸ با باشگاه فوتبال کارلایل یونایتد قرارداد امضا کرد و در ۷۹ بازی ظاهر شد.
از باشگاه‌هایی که در آن بازی کرده‌است می‌توان به باشگاه فوتبال آرسنال، باشگاه فوتبال منزفیلد تاون، باشگاه فوتبال نورث‌همپتون تاون، باشگاه فوتبال کارلایل یونایتد، و باشگاه فوتبال استوک‌پورت کانتی اشاره کرد.